# La Sainte Famille avec sainte Catherine d'Alexandrie
La Sainte Famille avec sainte Catherine d'Alexandrie est un tableau réalisé en 1581 par la peintre italienne Lavinia Fontana. De format vertical, cette huile sur toile est une peinture chrétienne qui représente la Sainte Famille en présence de Catherine d'Alexandrie, à laquelle l'Enfant Jésus adresse le signe de bénédiction. L'œuvre est conservée depuis 2011 au musée d'Art du comté de Los Angeles, à Los Angeles, en Californie, aux États-Unis.

## Thème
La peinture fait suite, dans la production de l'artiste, à son Mariage mystique de sainte Catherine réalisé en 1574-1577 et conservé au musée national du Victoria, à Melbourne, dans le Victoria, en Australie.

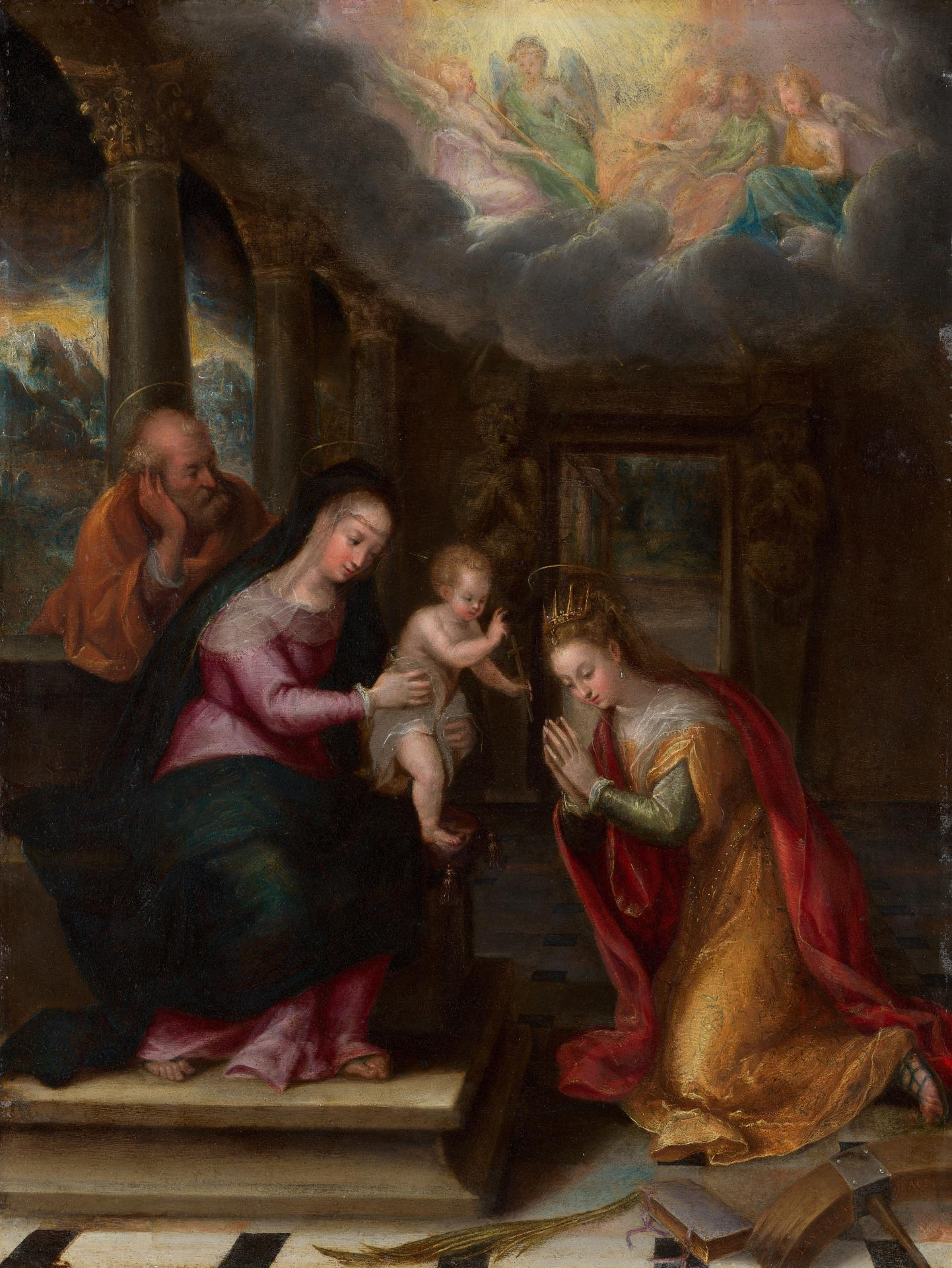
Mariage mystique de sainte Catherine, 1574-1577 – Musée national du Victoria, Melbourne.